# Curtimeticus nebulosus
Espèce
Curtimeticus nebulosus est une espèce d'araignées aranéomorphes de la famille des Linyphiidae.

## Distribution
Cette espèce est endémique du Yunnan en Chine,. Elle se rencontre à Menglun dans la préfecture autonome dai de Xishuangbanna.

## Description
Le mâle holotype mesure 1,70 mm et la femelle paratype 1,69 mm.

## Systématique et taxinomie
Cette espèce a été décrite par Zhao et Li en 2014.

## Publication originale
- Zhao & Li, 2014 : « A survey of linyphiid spiders from Xishuangbanna, Yunnan Province, China (Araneae, Linyphiidae). » ZooKeys, no 460, p. 1-181 (texte intégral).